# Еберхард I фон Ербах
Еберхард I фон Ербах (на немски: Eberhard I von Erbach; † сл. 1148) е първият известен благородник фогт от род Ербах в Оденвалд. Прародител е на наследствените шенкове и господари, от 1532 г. графове на Ербах.

## Произход
Той е от Рейнските франки, потомък на Айнхард, хронистът на Карл Велики. Към края на 12 век се създава замък в Ербах в Оденвалд.

## Деца
Еберхард I фон Ербах е баща на:
- Еберхард II фон Ербах († сл. 1184), баща на Герхард I фон Ербах († 13 май 1223), който става шенк на крал Хайнрих VI (1196 – 1221).